# 宝昌局

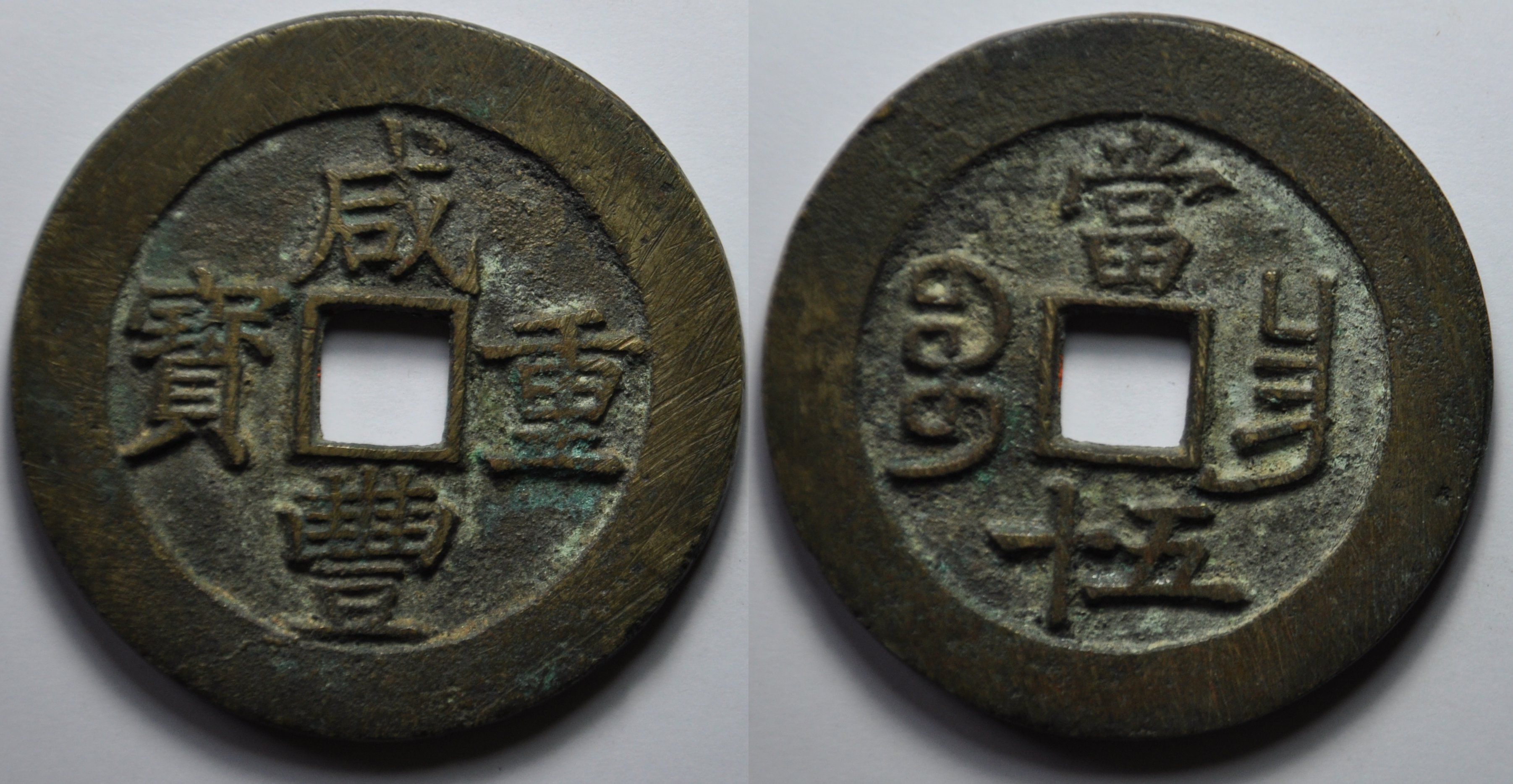
咸丰重宝宝昌局当五十铜钱

宝昌局，原名江西省局，清代在江西省南昌府设立的铸钱局，位于南昌城内偰家堂（位于今江西省南昌市东湖区西万宜巷附近），共有铸炉6座，每年的铸造量可达4万多串，铸有顺治至光绪各朝的年号钱。

## 历史
成书于乾隆年间的《清朝通志》记载，顺治四年（1647年），户部提请开设江西省局。
乾隆四十一年（1776年）编撰完成的《户部则例》中“钱法”记载江西省局所铸一厘钱背面记局字为“昌”，而沃纳·布威纳所著《清钱编年谱》记载顺治通宝背“昌”字记局钱开铸于顺治九年（1652年），且为湖广省武昌府局所铸:44，江西南昌最早于顺治十二年（1655年）开铸清钱，为顺治背一厘式钱，以“江一厘”记局:44-45,49,52。
清朝末年，由于货币制度混乱，宝昌局在光绪年间的铸造量已大幅缩减，宣统年间已不再铸币，改为熔铸白银。